# Haman-gun
Haman-gun är en landskommun (gun) i den sydkoreanska provinsen Södra Gyeongsang. Kommunen har 67 261 invånare (2020). Administrativ huvudort är Gaya-eup, men befolkningsmässigt är Chirwon-eup störst.
Kommunen är indelad i två köpingar (eup) och åtta socknar (myeon):
Beopsu-myeon,
Chilbuk-myeon,
Chilseo-myeon,
Chirwon-eup,
Daesan-myeon,
Gaya-eup,
Gunbuk-myeon,
Haman-myeon,
Sanin-myeon och
Yeohang-myeon.